# تيم كولسيري
تيم كولسيري (بالإنجليزية: Tim Colceri)‏ مواليد 15 يونيو 1951 في كانتون، الولايات المتحدة، هو ممثل أمريكي بدأ مسيرته الفنية سنة 1983. من أعماله فل ميتال جاكيت. درس في جامعة ولاية أريزونا.

## روابط خارجية
- تيم كولسيري على موقع IMDb (الإنجليزية)
- تيم كولسيري على موقع ألو سيني (الفرنسية)
- تيم كولسيري على موقع أول موفي (الإنجليزية)
- تيم كولسيري على موقع قاعدة بيانات الأفلام السويدية (السويدية)
- تيم كولسيري على موقع قاعدة بيانات الفيلم (الإنجليزية)
- تيم كولسيري على موقع كينوبويسك (الروسية)